# Tutova
Tutova es una comuna ubicada en el distrito de Vaslui, Rumania.

## Superficie
Posee una superficie de 53,01 kilómetros cuadrados.

## Demografía
Hasta 2021 la población era de 2952 habitantes, con una densidad de población de 55,69 habitantes por kilómetro cuadrado.